# Secret Service Bureau
Das Secret Service Bureau ist der gemeinsame Vorläufer der heutigen britischen Geheimdienste Security Service (vormals bekannt als MI5) und Secret Intelligence Service (vormals bekannt als MI6), die früher als eine gemeinsame Abteilung zwischen dem Kriegsministerium und der Admiralität existierten. Getrennt in Inlands- und Auslandsspionage legte es als erster behördlicher, nicht-militärischer Geheimdienst überhaupt den Grundstein für die heutigen Geheimdienste.

## Rahmenbedingungen
Großbritanniens Erlebnis des Zweiten Burenkriegs (1899–1902), der für ein militärisch hochgerüstetes Heer, das gegen rebellierende Bauern kämpft, unverhältnismäßig lang dauerte, führte zu einer tiefen Verunsicherung des Militärs und auch der Bevölkerung. Die Verteidigung gegen eine potentielle Invasion ausländischer Mächte im Heimatland schien nicht mehr gewährleistet zu sein.
Als Vorläufer heutiger behördlicher Geheimdienste gelten die militärischen Nachrichtendienste, die hauptsächlich in Kriegszeiten taktisch relevante Informationen (Truppenstärke, Bewaffnungen etc.) über den Gegner lieferten. Strategische Informationen (Moral im Heimatland, Kriegsmüdigkeit, verfügbare natürliche Ressourcen) wurden dabei fast gar nicht erhoben.

### Einflüsse nach dem Burenkrieg
Kurz nach dem Krieg verbreitete sich zusehends das Stereotyp des ständig spionierenden Deutschen. Jeder Ausländer wurde als potentieller Spion angesehen, der eine deutsche Invasion in Großbritannien vorbereitete. Le Queux´ millionenfach verkaufte Romane verdeutlichen die Angst vor der deutschen Bedrohung. Allein sein Roman The Invasion of 1910 wurde über eine Million Mal verkauft, in 27 Sprachen übersetzt und als Fortsetzungsroman in der Tageszeitung veröffentlicht, wo er ein großes Publikum erhielt. Dabei verwendete Le Queux, auf Druck des Herausgebers der Daily Mail, eine aus militärischer Sicht sinnlose deutsche Invasionsroute, die aber viele stark bevölkerte Gebiete betraf und dadurch der Zeitung zu einer Auflagensteigerung verhalf.
Ähnliches geschah auch mit weiteren Werken von Le Queux und anderen Autoren, sodass sich die Angst vor einer deutschen Invasion in ganz Großbritannien verbreitete und zu einer realen Bedrohung wurde. Diese lässt sich auch in den Zahlen der neuen Rekruten für die britische Armee erkennen, die zu jener Zeit stark ansteigend waren.
Zwar gab es in Deutschland Ideen, in England einzumarschieren, diese wurden aber schon 1896 wieder verworfen, da sie für nicht durchführbar gehalten wurden.

## Tagung des Unterausschusses
Im März 1909 sah sich der britische Premierminister durch den Druck verschiedener Behörden, ausgelöst durch die Angst der Bevölkerung, gezwungen, einen Unterausschuss einzuberufen, der die Art und das Ausmaß der deutschen Spionage in Großbritannien untersuchen sollte. Zur ersten Tagung am 30. März 1909 erschienen der Kriegsminister, der Innenminister, der Generalpostmeister, der Polizeioberkommissar, der Erste Admiralitätslord, der Direktor für Militärische Operationen, der Direktor für den Marinenachrichtendienst und der Leiter der kriegsministerialen nachrichtendienstlichen Abteilung. Letzterer fungierte als Hauptzeuge, da er sich in den vorhergehenden Jahren intensiv mit der deutschen Invasionsbedrohung auseinandergesetzt hatte. In den folgenden drei Sitzungen legte er Berichte über potentielle Spionagetätigkeiten vor, die aber alle sehr oberflächlich waren und nicht unwiderlegbar beweisen konnten, dass es deutsche Spione in Großbritannien gab. Zum Beispiel berichtete er von Verdächtigen, die sich typisch deutsch verhielten und immer wieder in das Umland um ihre Mietshäuser und Mietwohnungen fuhren – ganz so, als ob sie interessante Besonderheiten in der Umgebung auskundschaften würden.
Diese Beweise allein überzeugten den Unterausschuss aber nicht. Erst ein Dokument über eine erstaunliche Zugfahrt brachte die Wendung der Meinung und sei hier im Zitat vorgelegt:

„Dieses Dokument stammte von einem französischen Handelsreisenden, der auf dem Weg von Hamburg nach Spa gewesen war. Er hatte im Zug das Abteil mit einem Deutschen geteilt, dessen Reisetasche seiner eigenen zum Verwechseln ähnlich gesehen hatte. Als der Deutsche ausstieg, nahm er die falsche Tasche mit, und als der Handelsreisende das bemerkte, öffnete er die Tasche seines Mitreisenden, in der er detaillierte Pläne für die Invasion Englands fand. Er kopierte möglichst viel davon, bevor man ihn zur Rückgabe der Tasche aufforderte, über deren Verlust der eigentliche Besitzer die Verantwortlichen am nächsten Bahnhof per Telegramm informiert hatte.“

Militärische Gutachter kamen zu dem Schluss, dass die Pläne tatsächlich echt seien, sodass sich der gesamte Unterausschuss sicher war, eine deutsche Invasion stehe bevor. Mittlerweile geht man davon aus, dass die Pläne von Franzosen platziert wurden, um britisch-französische Kooperationsgespräche zu ermöglichen bzw. zu intensivieren. Der Ausschuss verständigte sich daraufhin, einen Geheimdienst einzurichten, der als Schnittstelle zwischen der Admiralität und dem Kriegsministerium dienen sollte. Dabei wurde er von der Polizei, insbesondere der Metropolitan Police, unterstützt und sollte Spionage im Ausland und Gegenspionage im Inland betreiben. Das Secret Service Bureau war geboren.

## Das Secret Service Bureau
Die ersten zwei Mitarbeiter, Vernon Kell vom Kriegsministerium gesandt, und Mansfield Smith-Cumming, von der Admiralität berufen, trafen sich am 4. Oktober 1909 erstmals zu Dienstantritt. Zu Beginn mussten sie sich ein Büro und die Arbeitsaufgaben teilen, jedoch stellte sich schnell eine Trennung in Inlands- und Auslandsspionage ein. Kell übernahm dabei den Inlandsgeheimdienst, den späteren MI5, Cumming den Auslandsgeheimdienst, den späteren MI6. Übrigens geht der Brauch, die jeweiligen Leiter der britischen Geheimdienste mit dem ersten Buchstaben des Nachnamens abzukürzen auch auf jene Zeit zurück, denn im Schriftverkehr nannten sie sich „K“ und „C“.
Die Anfangszeit des Bureau war sehr geprägt von mangelnden Kontakten und beschränktem Budget, sodass sich in den ersten Monaten wenig entwickelte. Auch schränkten die rechtlichen Grenzen die Spionagetätigkeiten sehr ein. Erst mit dem Amtsantritt Winston Churchills als Innenminister (1910) erleichterte sich die Arbeit speziell für den Inlandsgeheimdienst. Mittlerweile auch räumlich vom Auslandsgeheimdienst getrennt, wurden die Restriktionen um Briefe von Verdächtigen zu öffnen stark vereinfacht. Außerdem wurde ein Register von allen Ausländern in Großbritannien angelegt. Unter Mithilfe der Polizei, zu der Kell gute Beziehungen aufgebaut hatte, war das Register bis zu Beginn des Ersten Weltkriegs, außer in London, komplett. Dies ermöglichte eine Einteilung in potentiell gefährliche bis ungefährliche Ausländer und sollte bei einem Krieg als wichtiges Hilfsmittel zum Schutz des Heimatlandes dienen.
1910 wurde der erste deutsche Spion in Großbritannien verhaftet, als er Küstenbefestigungen ausspionierte. Allerdings ist heute bekannt, dass dieser in Eigeninitiative handelte und keinen Auftrag des deutschen Militärs hatte. In der Folgezeit konnte, nicht zuletzt dank des schlampigen und kaum getarnten Vorgehens deutscher Spione, eine Verteilungsstation für deutsche Spionagepost ausfindig gemacht werden. Ein deutscher Friseur, der auch der britischen Admiralität gelegentlich die Haare schnitt, verteilte sämtliche Post von und an die wichtigsten deutschen Spione in Großbritannien. Dank der Überwachung sämtlicher Post des Friseurs konnten 22 deutsche Spione in Großbritannien ausfindig gemacht werden. Diese wurden allerdings nicht sofort verhaftet, um die Gefahr von unerkannten neuen Spionen zu reduzieren. Stattdessen wurden sie überwacht und kurz vor Kriegseintritt erteilte Kell den Befehl alle gleichzeitig zu verhaften. Binnen kürzester Zeit wurden 21 der 22 Spione verhaftet. Dies waren sämtliche wichtigen Spione und die deutsche Spionage war zu Kriegsantritt praktisch blind. Auch Jahre danach konnte sich kein neues deutsches Spionagenetzwerk mehr in Großbritannien aufbauen. Der 22. Spion befand sich zum Zeitpunkt der Festnahmen in Deutschland und entkam so der Verhaftung. Die Festnahmen wurden übrigens durch die Metropolitan Police, auch bekannt als Scotland Yard, durchgeführt, welche auch in der Öffentlichkeit als das eigentlich ausführende Regierungsorgan galt. Kell konnte so weitgehend im Geheimen arbeiten.
Zur gleichen Zeit organisierte Cumming die Auslandsspionage, die sich fast ausschließlich auf Deutschland konzentrierte. Mit den wenigen Mitteln die ihm zur Verfügung standen kaufte er häufig kleinere Informationshäppchen und erst später konnte er eigene Spione einstellen, die viel effektiver agierten. Dadurch konnte Cumming auch viel schneller finanzielle Mittel erlangen um Zweigstellen in Russland und Holland aufzubauen. Auf diese Weise konnte er Informationen über deutsche Waffentechnik und den Neubau von Kriegsschiffen erlangen und weitere strategische Informationen, die bei Kriegsbeginn nützlich waren, an das eigene Militär liefern.
Im Ersten Weltkrieg wurden beide Abteilungen mehrfach umbenannt und erhielten auch ihre heute noch gebräuchlichen Namen MI5 und MI6. Ihre Arbeit setzten beide jedoch fast unverändert fort. Der MI6 lieferte weitere Informationen aus Deutschland und der MI5 konnte eine deutsche Spionagetätigkeit in Großbritannien fast vollständig verhindern.

## Bezeichnungen
- SIS – Secret Intelligence Service, durchgängig verwendete Bezeichnung für die Auslandsspionage.[20]
- Security Service – Diese Bezeichnung wird allgemein für Gegenspionage in Großbritannien verwendet.[20]
- MO5(g) – Im August 1914 wird die Gegenspionage dem Kriegsministerium zugeordnet als Abteilung Military Operations, Section 5g.[21]
- MI5 – 1916 wurde das Kriegsministerium erneut umstrukturiert. Aus MO wurde MI. Die Gegenspionage erhielt die Bezeichnung Military Intelligence, Section 5.[21]
- MO6 – Mit Kriegsausbruch wurde die Auslandsspionage dem Kriegsministerium untergeordnet als Military Operations, Section 6.[22]
- MI6 – Mit der Umstrukturierung des Kriegsministeriums geänderter Name Military Intelligence, Section 6.[22]